# Taquari
Taquari est une municipalité brésilienne située dans l'État du Rio Grande do Sul.